# Шенделєв Сергій Вікторович
Сергій Вікторович Шенделєв (рос. Сергей Викторович Шенделев, нар. 19 січня 1964, Санкт-Петербург) — російський хокеїст, що грав на позиції захисника. Згодом — хокейний тренер. Грав за збірну команду Росії. Брав участь у зимових Олімпійських іграх у 1994 році в Ліллегаммері.

## Ігрова кар'єра
Професійну хокейну кар'єру розпочав 1981 року.
Протягом професійної клубної ігрової кар'єри, що тривала 24 років, захищав кольори команд СКА (Ленінград), «Стар Буллз Розенгайм», «Франкфурт Лайонс» та «Штраубінг Тайгерс».
Виступав за збірну Росії, на головних турнірах світового хокею провів 28 ігор в її складі.

### Збірна
| Рік                | Команда            | Турнір             | Місце              | І  | Г | П | О  | ШХ |
| ------------------ | ------------------ | ------------------ | ------------------ | -- | - | - | -- | -- |
| 1993               | Росія              | ЧС                 | 1                  | 8  | 1 | 3 | 4  | 7  |
| 1994               | Росія              | ОІ                 | 4-е                | 8  | 0 | 0 | 0  | 6  |
| 1994               | Росія              | ЧС                 | 5-е                | 6  | 1 | 1 | 2  | 8  |
| 1995               | Росія              | ЧС                 | 5-е                | 6  | 1 | 3 | 4  | 2  |
| Національна збірна | Національна збірна | Національна збірна | Національна збірна | 28 | 3 | 7 | 10 | 23 |